# 显示器滤镜

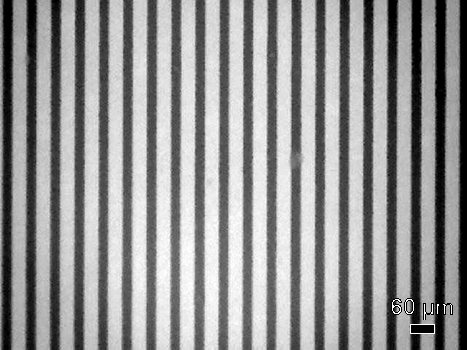
显示器滤光片的显微照片

条状滤光膜作用模式原理图

显示器滤镜是计算机显示器的附件，用于滤除阴极射线管或平板显示器的光滑玻璃表面反射的光。许多还支持消除静电。显示器滤镜的第二个用途是保护隐私，因为它们会缩小显示器的视角，加大从侧面查看它的难度。在这种情况下，它们也称为隐私滤镜。
标准类型的防眩滤光片由减少玻璃或塑料表面反射的涂层组成。它们由聚碳酸酯或丙烯酸酯塑料制成。 较旧的防眩滤镜使用的网状滤镜具有尼龙筛网的外观。尽管有效，但是网状滤镜也会引起图像质量的下降。
隐私滤镜的市场名称：
- 惠普的“SureView” [3]
- 联想的“PrivacyGuard” [4]
- 戴尔的“SafeScreen”